# Haardt (Pfälzerwald)
Die Haardt ist ein etwa 30 km langer, 2 bis 5 km breiter und bis 673,64 m ü. NHN hoher Mittelgebirgszug am Ostrand des Pfälzerwalds (Rheinland-Pfalz).
Geowissenschaftlich wird sie als eine Landschaft in Rheinland-Pfalz geführt und markiert den Steilabfall des Pfälzisch-Saarländischen Schichtstufenlandes gegen die breite Talniederung des Oberrheingrabens. Sie bildet im naturräumlichen Gliederungskonzept des Mittelgebirges eine von vier Untereinheiten des Mittleren Pfälzerwalds.

## Name
Der Name Haardt stammt vom althochdeutschen hart und bedeutet eigentlich Bergwald oder bewaldeter Hang, wobei sich diese Bezeichnung hauptsächlich auf bäuerlich genutzte Wälder bezieht. Der Begriff wird im deutschen Sprachraum in verschiedenen sprachlichen Varianten mit d, t oder th am Ende bzw. mit einem oder zwei a verwendet. Er erscheint häufig in Waldnamen wie Hardtwald bei Karlsruhe und in Ortsnamen wie Haardt an der Weinstraße, dem Weindorf oberhalb von Neustadt, oder Harthausen bei Speyer. Am Beispiel Harz oder dem Lemma dieses Artikels wird deutlich, dass auch die Benennung ganzer Mittelgebirge oder ihrer Teile auf diese Wortwurzel zurückgeführt werden kann.
Von der Haardt abgeleitet sind auch die Bezeichnungen Ober-, Mittel- und Unterhaardt für die Abschnitte des pfälzischen Weinanbaugebiets an der Deutschen Weinstraße. Sie sind jedoch, ähnlich dem Namen Haardtrand für dieselbe Region, heute nicht mehr geläufig.
Nicht durchgesetzt haben sich die um 1960 von der Haardt abgeleitete Bezeichnungen Haardtgebirge für den gesamten Pfälzerwald und Neustädter Gebirgsrand für die Haardt selbst, wie sie im Handbuch der naturräumlichen Gliederung Deutschlands und dem Nachfolgeblatt Landau verwendet wurden.

## Geografie und Geologie

### Bruchlinie zum Rheingraben
Die Haardt bildet den Ostrand des Pfälzerwalds und erstreckt sich vom Teufelsstein nördlich von Bad Dürkheim bis zum Orensberg oberhalb von Albersweiler im Queichtal (siehe auch Karte in der Infobox). Morpho- und geologisch ist sie ein Abschnitt der westlichen Verwerfung des Oberrheingrabens, einer alten Dehnungszone der Erdkruste. Zu dieser langgestreckten Tiefebene hin schließt sich östlich der Haardt als schmaler hügeliger Streifen die Rebenlandschaft der Region Weinstraße an, in der die Deutsche Weinstraße verläuft.
Im Westen wird der Gebirgszug durch die Lambrechter Verwerfung vom inneren Pfälzerwald abgegrenzt. Diese nach der Stadt Lambrecht benannte Störungslinie verläuft in einem Abstand von etwa 2 bis 5 km parallel zum Grabenrand und hat zur Versetzung verschiedener Gesteinsschichten um 80 bis 100 m geführt. Deshalb sind in der Haardt z. B. die Formationen des Unteren oder Mittleren Buntsandsteins in entsprechend geringerer Höhe als weiter im Westen anzutreffen.

### Markante Berge

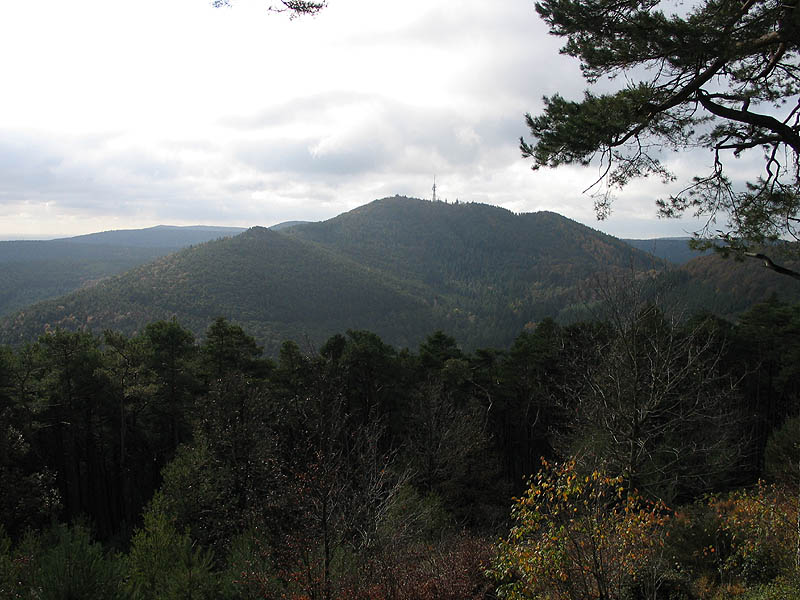
Die Kalmit, die höchste Erhebung des Pfälzerwalds und damit auch der Haardt

Zu den Bergen der Haardt gehören – sortiert nach Höhe in Meter (m) über Normalhöhennull (NHN):
(nach dem Gedankenstrich jeweils die Lage in südlicher (südlich des Speyerbaches) und nördlicher (zwischen Speyerbach und Isenach) Haardt sowie im nördlichen Haardtsporn (nördlich der Isenach); Berge in westlich angrenzenden Landschaften in Kleinschrift)
- Kalmit (673,64 m) – Südteil, Landkreis Südliche Weinstraße; höchste Erhebung unter anderem des Pfälzerwalds; mit Sender Kalmit und Felsenmeer auf dem Hüttenberg (Kalmitsüdwestausläufer)
  - Taubenkopf (603,8 m) – Nordostgipfel, Stadt Neustadt an der Weinstraße
- Kesselberg (661,8 m) – westlich des Südteils, Landkreis Südliche Weinstraße
- Roßberg (637 m) – westlich des Südteils, Landkreis Südliche Weinstraße
- Hochberg (636 m) – Südteil, Landkreis Südliche Weinstraße
- Hohe Loog (619 m) – Südteil, Stadt Neustadt an der Weinstraße
- Blättersberg (617,5 m) – Südteil, Landkreis Südliche Weinstraße; mit Rietburg und Aussichtsturm Ludwigsturm
- Schafkopf (617 m) – westlich des Südteils, Landkreis Südliche Weinstraße
- Teufelsberg (597,6 m) – Südteil, Landkreis Südliche Weinstraße; mit Annakapelle und Gipfelkreuz Bischofskreuz
- Orensberg (581 m) – westlich des Südteils, Landkreis Südliche Weinstraße; mit einem Ringwall und Felsplateau Orensfelsen
- Weinbiet (554 m) – Nordteil, Stadt Neustadt an der Weinstraße; mit Ringwall der Heidenburg, Aussichtsturm Weinbietturm und Sender Weinbiet
- Vorderer Langenberg (545 m) – Nordteil, Landkreis Bad Dürkheim
  - Eckkopf (516 m) – Ostgipfel, Landkreis Bad Dürkheim; mit einem Aussichtsturm
- Stabenberg (496 m) – Nordteil, Stadt Neustadt an der Weinstraße; mit einem Aussichtsturm
- Peterskopf (487 m) – Leininger Sporn westlich des nördlichen Sporns, Landkreis Bad Dürkheim; mit Aussichtsturm Bismarckturm
- Weilerskopf (470 m) – Leininger Sporn westlich des nördlichen Sporns, Landkreis Bad Dürkheim; mit Sandsteinmonolith Gebetsfelsen und Fernmeldeturm Weilerskopf
- Teufelsstein (317 m) – nördlicher Sporn, Landkreis Bad Dürkheim; mit sagenumwobenen Findling Teufelsstein

### Höhenprofil

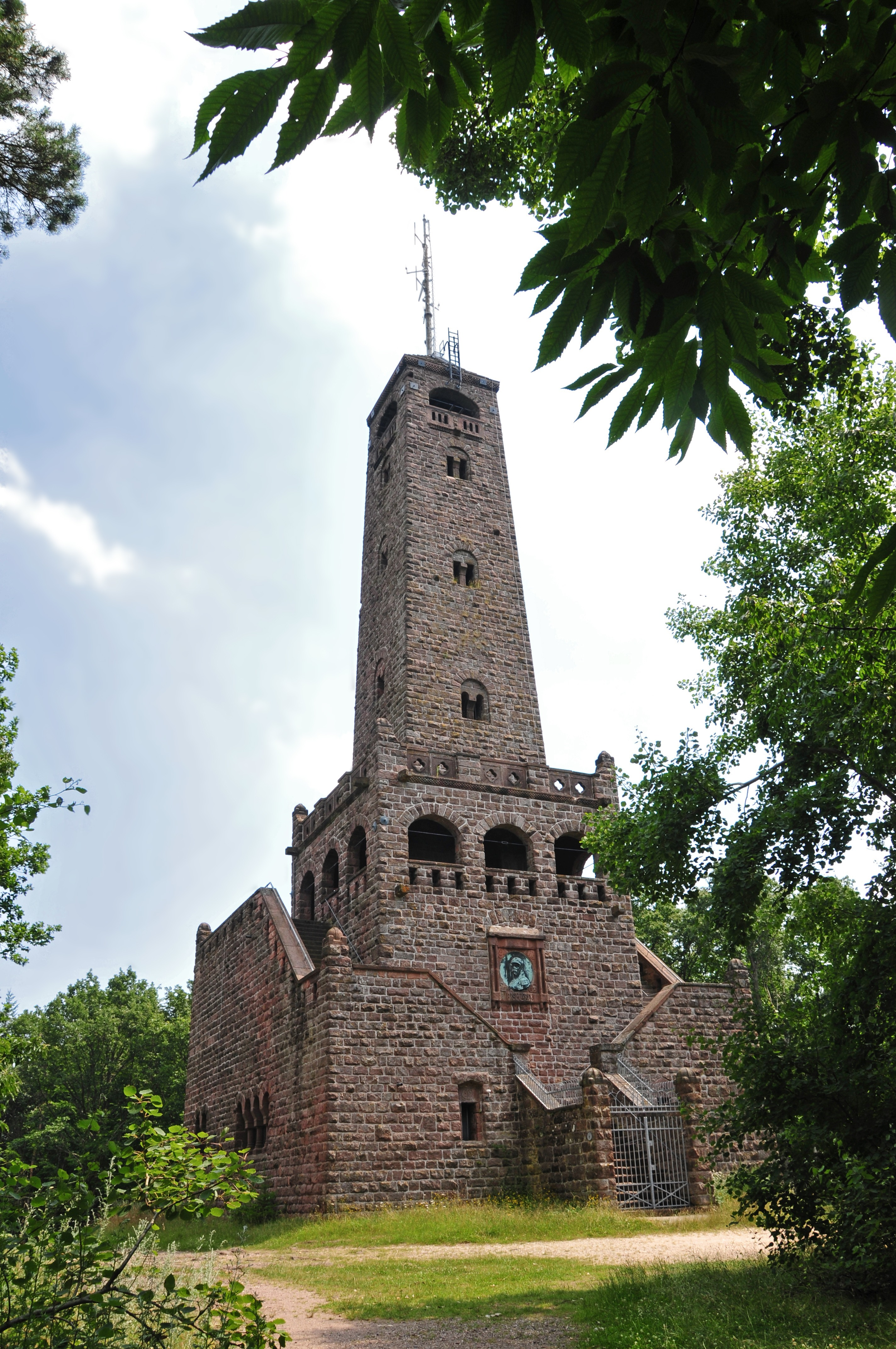
Bismarckturm auf dem Peterskopf

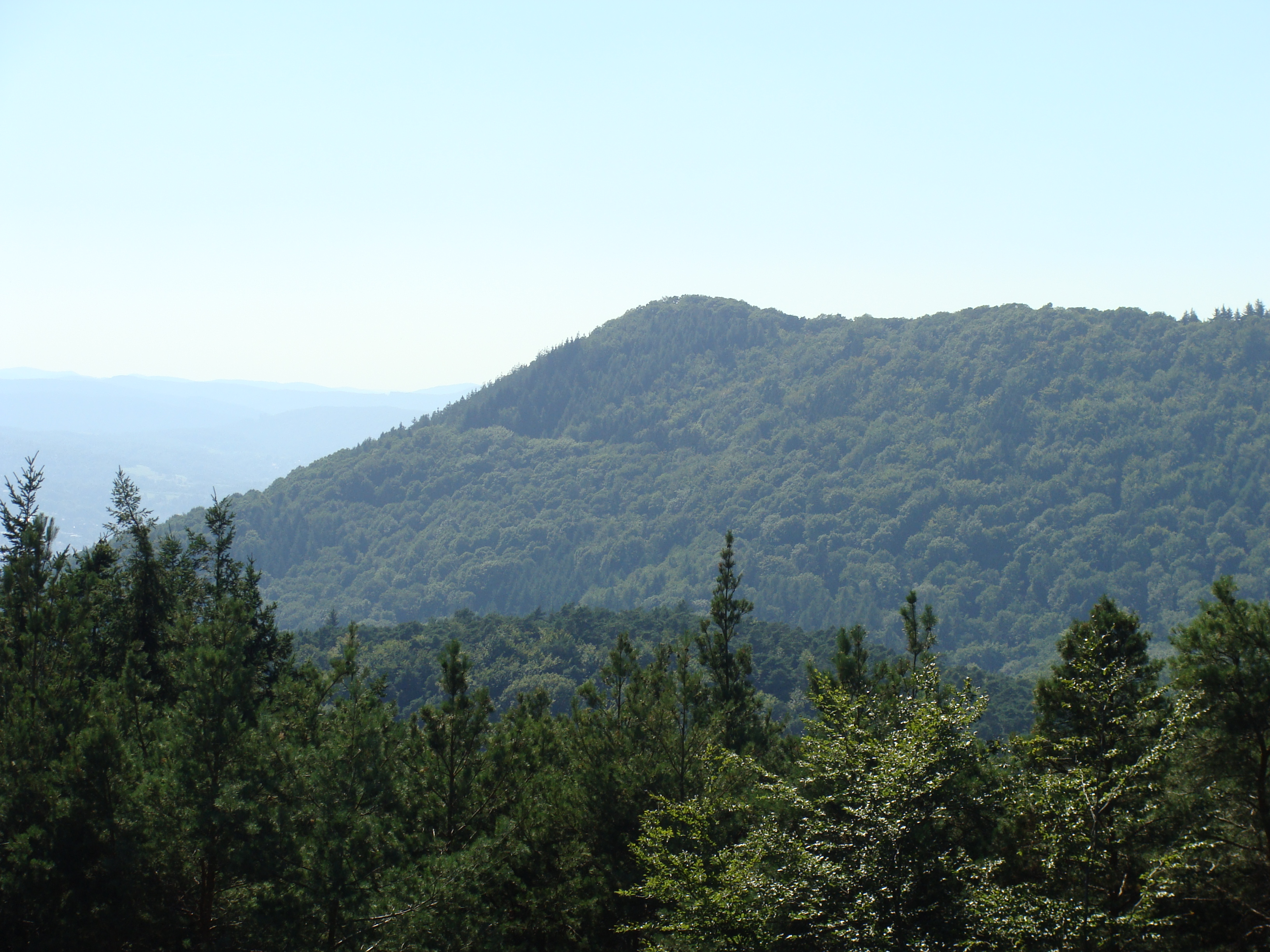
Orensberg

Ordnet man die Hauptberge orographisch von Norden nach Süden, so ergibt sich das folgende Höhenprofil (eingerückt je die Trennflüsse; links in Kleinschrift vor einem Schrägstrich je westlich unmittelbar benachbarte Berge, sofern diese höher sind):
- Peterskopf (487 m) / Teufelsstein (317 m)
  - Isenach – nach Bad Dürkheim
- Bretterkopf (422 m) / Ebersberg (342,1 m)
  - Schwabenbach – nach Friedelsheim
- Plankenberg (493 m) / Rindskehler Kopf (463 m)
  - Wachenheimer Bach – nach Wachenheim an der Weinstraße
- Vorderer Langenberg (545 m)
  - Mußbach – nach Mußbach
- Weinbiet (553 m)
  - Speyerbach – nach Neustadt an der Weinstraße
- Kalmit (673,64 m)
  - Kropsbach – nach Sankt Martin
- Hochberg (636 m)
  - Triefenbach – nach Edenkoben
- Kesselberg (661,8 m) / Blättersberg (617,5 m)
  - Modenbach – nach Edesheim
- Roßberg (637 m) / Teufelsberg (597,6 m)
  - Hainbach – nach Essingen
- Orensberg (581 m) / Eichberg (474 m)
  - Queich – nach Landau in der Pfalz

## Flora
Wie schon die etymologische Analyse der Bezeichnung „Haardt“ vermuten lässt (siehe Abschnitt Name), ist auch in diesem Teil des Pfälzerwalds der Wald das alles beherrschende Landschaftselement.

### Waldgeschichte
Vor Eingreifen des Menschen war die Haardt etwa seit dem 3. Jahrtausend v. Chr. hauptsächlich von Eichen, Buchen und einigen autochthonen Kiefernbeständen bedeckt, zu denen mit Vordringen der Römer im 1. Jh. n. Chr. noch die Edelkastanie hinzukam, welche vor allem in den klimatisch begünstigten unteren Regionen des heutigen Pfälzerwalds gute Wachstumsbedingungen vorfand.
Seit dem Mittelalter, vor allem seit den Epochen der Salier und Staufer, erfolgten umfangreiche Kolonisations- und Erschließungsmaßnahmen des Mittelgebirges, so dass in der Folge eine vielfältige bäuerliche Nutzung des Gebirgswalds möglich wurde. Dies galt insbesondere für die Wälder der Haardt, die von der östlich gelegenen, schon damals relativ dicht besiedelten Weinbauregion gut erreichbar waren. Stand zunächst das bloße Sammeln von Holz und Beeren sowie die Jagd im Vordergrund, so machten es später zunehmender Bevölkerungsdruck und die Entstehung von Großgewerbe (z. B. Papiermühlen, Eisen- und Glashütten) notwendig, den Wald immer systematischer als Quelle für Brennstoffe und Baumaterialien auszubeuten. Auch für den Weinbau war die Haardt von besonderer Bedeutung, da z. B. für die Anlage von Weinbergen Holzstangen vor allem aus Kastanienwäldern entnommen wurden („Kammertbau“); zur Düngung der Wingerte und als Einstreu für den Stall dienten Nadeln und Laub, die man auf dem Waldboden zusammenharkte.

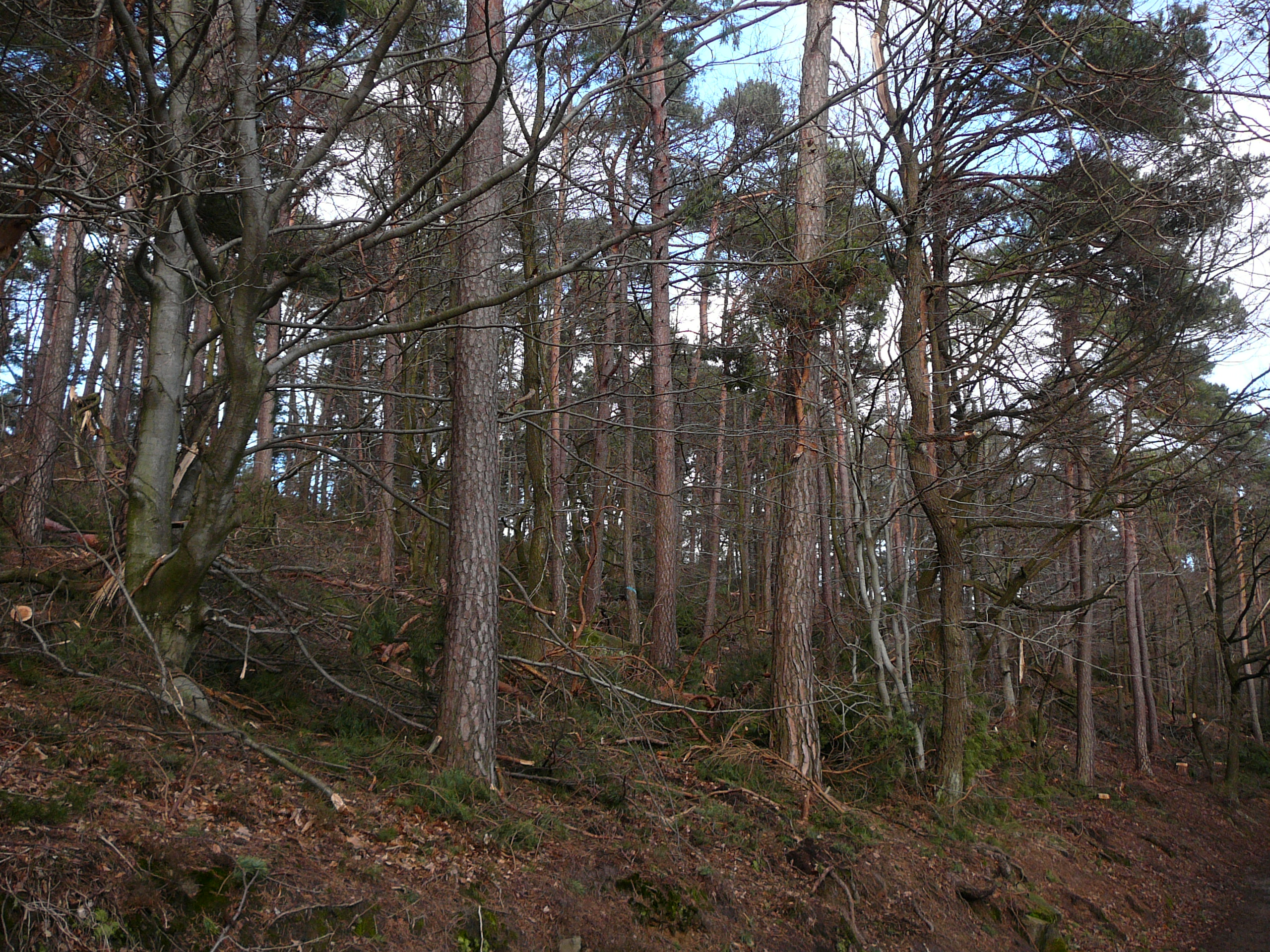
Haardtwald am Bildbaumhang, Nähe Hohe Loog

Diese Übernutzung führte über Jahrhunderte hinweg zu massiver Beschädigung, ja Verwüstung vieler Haardtwälder. Durch den permanenten Entzug organischen Materials verarmten die Böden, so dass nur noch die anspruchslosesten Baumarten, nämlich Kiefern – oft in verkrüppelter Form – existieren konnten. Erst der Aufbau einer geregelten Forstverwaltung machte im 18. und 19. Jahrhundert diesem Raubbau ein Ende. Vor allem im 19. Jahrhundert wurden die verwüsteten Flächen durch die damalige bayerische Staatsforstverwaltung systematisch aufgeforstet, wobei wegen der geschädigten Böden auch hier vor allem Kiefern zum Einsatz kamen. Weitere Verbesserungsmaßnahmen erfolgten in den 1950er und 1960er Jahren. Mit gezielten forstwirtschaftlichen Programmen wurde versucht, die bestehenden Kiefern-Monokulturen zu Mischwäldern umzugestalten und dadurch eine schrittweise Meliorisierung der verarmten Böden herbeizuführen. Diesen Bemühungen war nach Meyer (1996) bisher jedoch nur wenig Erfolg beschieden.

### Heutige Waldstruktur
| Baumarten und Flächenanteile | in Prozent |
| ---------------------------- | ---------- |
| Kiefer                       | 70         |
| Douglasie                    | 7          |
| Buche                        | 6          |
| Traubeneiche                 | 4          |
| Edelkastanie                 | 4          |
| Fichte                       | 4          |
| Lärche                       | 2          |
| übr. Edellaubhölzer          | 1          |
| sonst. Laubhölzer            | 1          |
| sonst. Nadelhölzer           | 1          |

Ohne menschliche Einflussnahme wäre die Haardt wie auch der gesamte Pfälzerwald in erster Linie von relativ artenarmen Eichen- und Hainsimsen-Buchenwäldern bedeckt. Jahrhundertelange bäuerliche und forstwirtschaftliche Nutzung (siehe Abschnitt Waldgeschichte) führten jedoch zu einem ganz anders gearteten Wirtschaftswald, der sich heute zu 84 Prozent aus Nadel- und nur zu 16 Prozent aus Laubbäumen zusammensetzt. Dabei nimmt, wie aufgrund der Geschichte des Haardtwalds nicht anders zu erwarten, die Kiefer mit 70 % Flächenanteil die Spitzenposition ein, während andere Nadelhölzer wie Douglasie (7 %), Fichte (4 %) und Lärche (2 %) nur eine untergeordnete Rolle spielen (siehe nebenstehende Tabelle). Die schwach vertretenen Laubhölzer setzen sich hauptsächlich aus Buchen – 6 % Flächenanteil –, ferner aus Eichen und Edelkastanien mit jeweils 4 % zusammen; dabei sind Edelkastanien vor allem in wärmebegünstigten tieferen Lagen am Ostfuß der Haardt anzutreffen, wo sie häufig in größeren Beständen auftreten.
Defizite ergeben sich auch bei der Waldzusammensetzung, da Kiefern-Monokulturen („Reinbestände“) nach wie vor mit 55 % über die Hälfte der gesamten Waldfläche einnehmen, während Mischbestände – Kiefern mit meist unterständigen Buchen und Traubeneichen – bei 45 % Flächenanteil im Vergleich mit anderen Wachstumsbezirken des Pfälzerwalds unterrepräsentiert sind.
Auch der Altersaufbau der Haardtwälder besitzt asymmetrische Züge. Das Durchschnittsalter der Bäume beträgt 75 Jahre, wobei Bestände in der Altersspanne von 1 bis 80 Jahren dominieren, ältere (160 Jahre und mehr) dagegen vollständig fehlen. Kiefern sind relativ gleichmäßig in verschiedenen Altersklassen vertreten, während bei Edelkastanien, Fichten und vor allem Douglasien jüngere Exemplare überwiegen. Diese Daten verweisen auf die großen Programme zur Wiederaufforstung im 19. Jahrhundert und auf neuere Entwicklungen in der zweiten Hälfte des 20. Jahrhunderts (genauer siehe Abschnitt Waldgeschichte).

## Geschichte

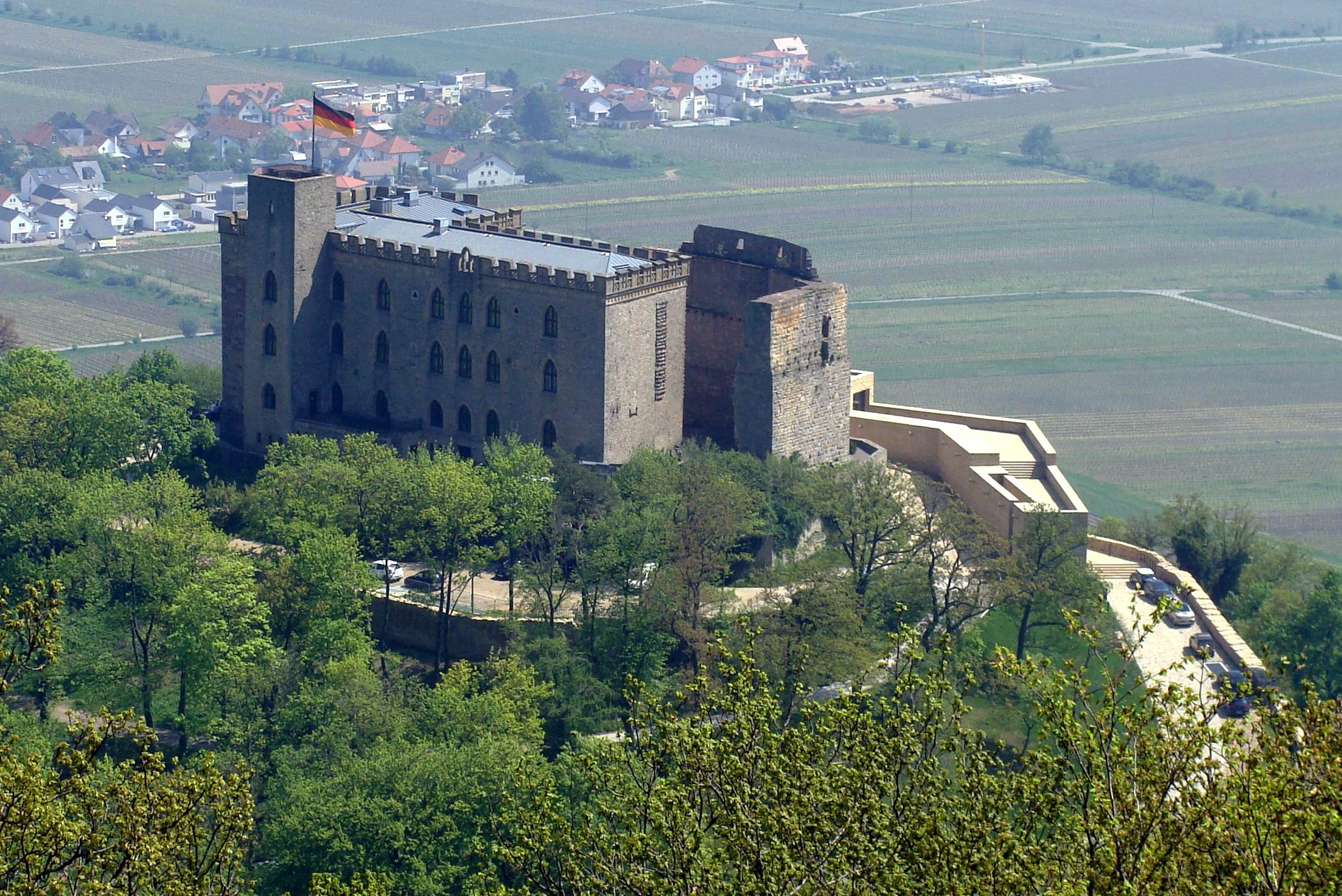
Hambacher Schloss

Aus dem Mittelalter stammen zahlreiche Burgen und Burgruinen, deren bekannteste das Hambacher Schloss ist, das ursprünglich Kästenburg hieß und wegen des Hambacher Festes von 1832 zum Freiheitssymbol wurde.
Näheres zur Geschichte der Haardt siehe unter Pfälzerwald.